# 偶関数と奇関数
数学において偶関数（ぐうかんすう、英: even function）および奇関数（きかんすう、英: odd function）は、変数の符号を反転させる変換に関してそれぞれ、特定の対称性を満足する関数である。これらは解析学の多くの分野、殊に冪級数やフーリエ級数に関する理論において重要である。名称は、この性質を満足する冪関数の冪指数の（整数としての）偶奇に由来する（すなわち、関数 f(x) = xn は n が偶数のとき偶関数であり、n が奇数のとき奇関数である）。
この、関数の偶奇性 (parity of function) の概念は、始域および終域がともに加法逆元（マイナス元）を持つような場合であれば常に意味を成す。加法逆元を持つような代数系には、例えば任意のアーベル群、（必ずしも可換でない）環や体、あるいはベクトル空間などが挙げられるから、従って例えば実変数実数値の関数やベクトル変数複素数値の関数といったようなものに対して、その偶奇性を定めることができる。
以下では特に断りのない限り、それら函数のグラフの対称性を詳らかにするために、実変数実数値函数に関して述べる。

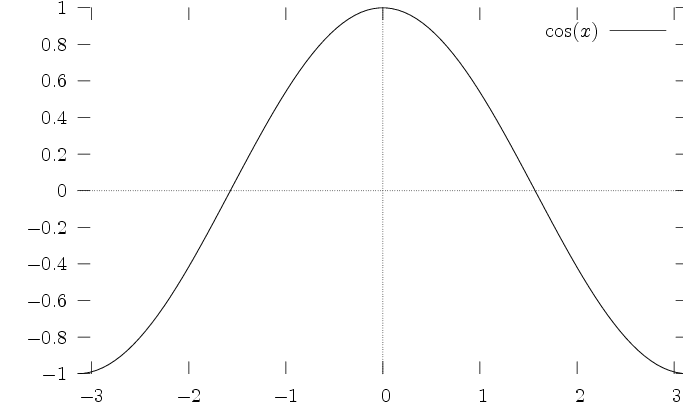
偶関数の例：余弦関数は y 軸対称

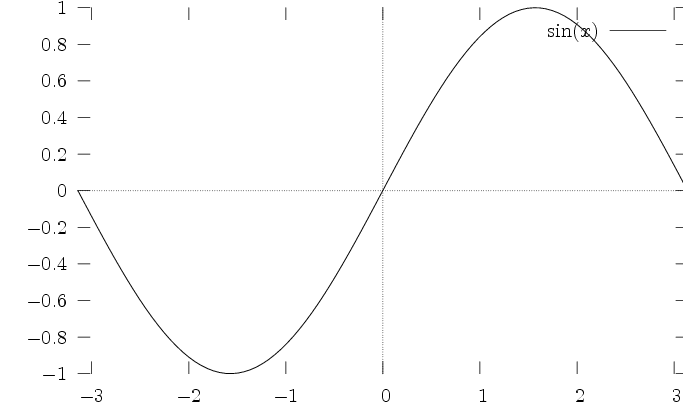
奇関数の例：正弦関数は原点対称

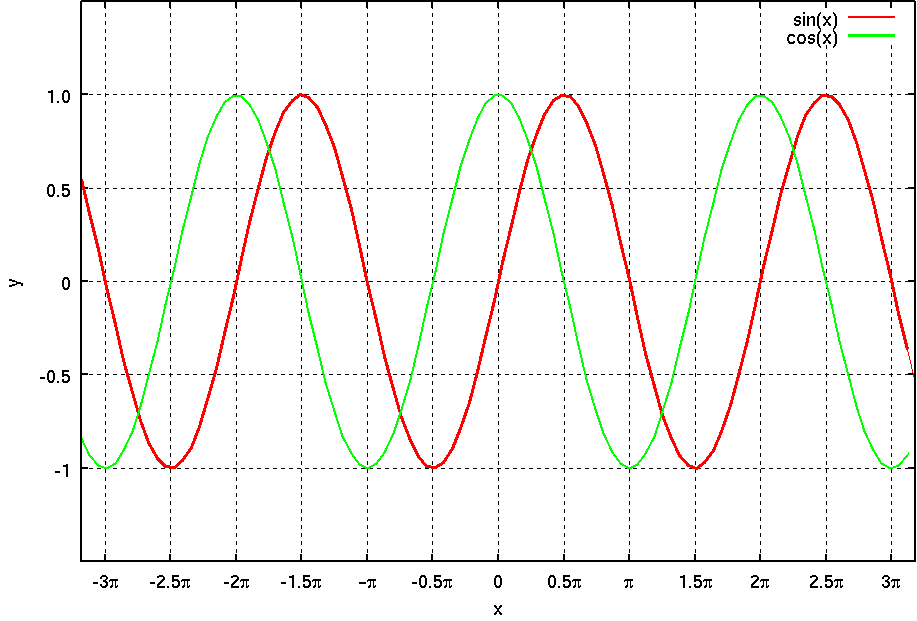
正弦関数と余弦関数

偶関数の例：絶対値関数

偶関数の例：双曲線余弦関数

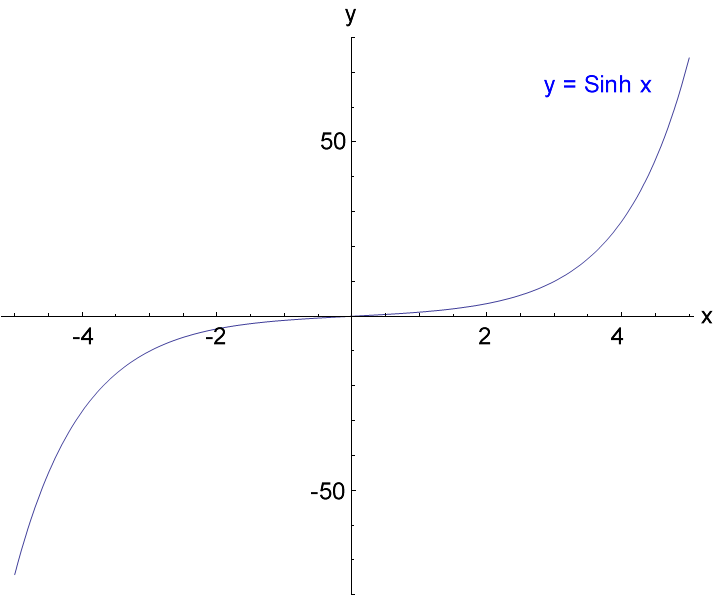
奇関数の例：双曲線正弦関数

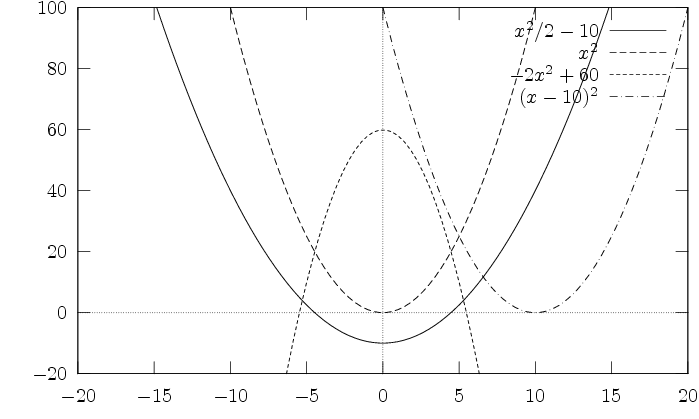
二次関数のグラフ。(x − 10)^{2} を除き偶関数の例である。(x − 10)^{2} = x^{2} − 20x + 100 は 1 次の項を含むので偶関数ではない（奇関数でもない。ただし、X = x − 10 に関する偶関数である）。

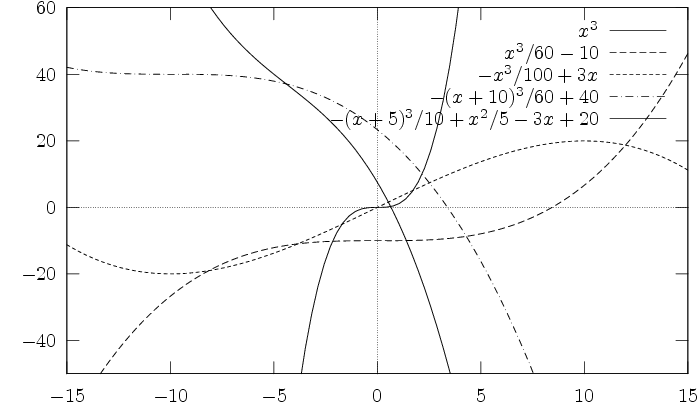
三次関数のグラフ。原点を通る 2 つは奇関数の例になっている。x = 0 で値を持つ奇関数ならば少なくとも原点を通る（逆は必ずしも真ではない）。

## 定義
関数 f(x) が偶関数であるとは、
{\displaystyle f(-x)=f(x)}
が任意の x について成立することである。また、関数 f(x) が奇関数であるとは、
{\displaystyle f(-x)=-f(x)}
が任意の x について成立することである。

## 性質

### 基本
- 偶関数 f は、xy-平面上に y = f(x) のグラフを描いたとき y 軸に関して対称（線対称）になる。
- 奇関数 f は、xy-平面上に y = f(x) のグラフを描いたとき原点に関して対称（点対称）になる。特に、f(0) が定義されているならば f(0) = 0 である。
- 奇関数と偶関数の和は一般には奇関数でも偶関数でもない。（例：x + x2）
- いくつかの偶関数があるときに、それらの定数倍を足し合わせたもの（線型結合）も偶関数になる。
- いくつかの奇関数があるときに、それらの定数倍を足し合わせたものも奇関数になる。
- 2 つの偶関数の積は偶関数[2]
- 2 つの奇関数の積は偶関数[2]
- 偶関数と奇関数の積は奇関数[2][3]
- 偶関数が微分可能なとき、1 回微分すると奇関数になる。
- 奇関数が微分可能なとき、1 回微分すると偶関数になる。

### 級数
- 偶関数の0まわりのテイラー級数は x の偶数次の項だけを持つべき級数である。
- 奇関数の0まわりのテイラー級数は奇数次の項だけを持つべき級数である。
- 周期的な偶関数のフーリエ級数は cos の項だけで構成される。
- 周期的な奇関数のフーリエ級数は sin の項だけで構成される。

### 函数の偶奇分解
偶関数全体の成す集合、奇関数全体の成す集合はともにベクトル空間の構造を持つ（さらに偶関数の全体は可換多元環を成す。一方、奇関数の全体は積について閉じておらず多元環を成さない）。
また、任意の関数 f(x) に対し、
{\displaystyle f_{\text{even}}(x)={\frac {f(x)+f(-x)}{2}},\quad f_{\text{odd}}(x)={\frac {f(x)-f(-x)}{2}}}
で定義される函数 feven および fodd はそれぞれ偶関数および奇関数であり、それぞれ f の偶成分 (even part) および奇成分 (odd part) という。
このとき、明らかに f = feven + fodd が成り立つが、関数 f(x) が偶関数かつ奇関数となるのは f(x) = 0 のとき、かつそのときに限るから、そのような表し方はただ一通りである。すなわち、関数全体の成すベクトル空間は、偶関数全体の成すベクトル空間と奇関数全体の成すベクトル空間の直和に分解される。

## 例

### 偶関数
- 絶対値関数 |x|
- 余弦関数[5] cos x
- 双曲線余弦関数 cosh x
- x2, x4, x0 = 1, x−2 = 1/x2 等の偶数次冪関数 x2n（n は整数）。
- 定数関数
- 任意の関数 f(x) に対して f(x) + f(−x)

### 奇関数
- 正弦関数[5] sin x
- 正接関数 tan x
- 双曲線正弦関数 sinh x
- x, x3, x−1 等の奇数次冪関数 x2n − 1（n は整数）
- 逆正弦関数 sin−1x
- 逆正接関数 tan−1x
- 逆双曲線正弦関数 sinh−1x
- 単射な奇関数 f(x) の逆関数 f −1(x)
- 任意の関数 f(x) に対して f(x) − f(−x)

## 注
1. ↑  Gelfand 2002, p. 11.
2. 1 2 3 4 5 6  大石 進一『フーリエ解析 (理工系の数学入門コース 6)』 岩波書店、1989年、ISBN 4000077767、13～15頁
3. 1 2 3  E.クライツィグ 『技術者のための高等数学3  フーリエ解析と偏微分方程式』 培風館 第5版 (1987/12) ISBN 4563005630、61～62頁
4. ↑  Gelfand 2002, p. 72.
5. 1 2  E.クライツィグ  『技術者のための高等数学4  複素関数論』 培風館 第8版 (2003/3) ISBN 4563011185、203頁